# Parataal
Parataal is de benaming voor het onderdeel van de verbale communicatie dat niet rechtstreeks met de woorden en tekst, maar wel alles met het gebruik van de menselijke stem te maken heeft. Hieronder vallen dus zaken als het spreektempo, de articulatie, het volume van de stem en de intonatie. Parataal dient goed te worden onderscheiden van alle vormen van non-verbale communicatie, waartoe onder meer de lichaamstaal behoort.
De studie van parataal staat bekend als de paralinguïstiek.